# Finger-four

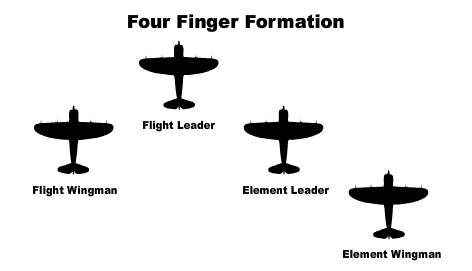
Formación finger-four con los nombres de cada uno de sus componentes en inglés.

La formación en V asimétrica o formación en cuña de cuatro (conocida como finger-four en inglés) es una formación de vuelo utilizada por aviones de caza. Las posiciones de los aviones se asemejan a las puntas de los cuatro dedos (sin contar el pulgar) de una mano derecha.

## Historia
La formación fue desarrollada por varias fuerzas aéreas independientemente en los años 1930. La Fuerza Aérea Finlandesa la adoptó entre 1934 y 1935. Los pilotos de la Luftwaffe alemana desarrollaron la formación independientemente en 1938 durante la guerra civil española, y fueron los primeros en usarla en combate. Durante este conflicto el principal promotor de la formación en V asimétrica fue el piloto alemán Werner Mölders. Cada escuadrón de cazas (en alemán: Staffel) era dividido en varias escuadrillas (Schwärme) de cuatro aviones. Cada Schwarm era dividida en dos Rotten o parejas de aviones. Cada Rotte estaba compuesta de un líder y un escolta. Esta flexible formación permitía a los pilotos mantener una gran consciencia de la situación, y las dos Rotten podían separarse en todo momento y atacar por su cuenta. La finger-four sería ampliamente adoptada como una formación táctica fundamental en el transcurso de la Segunda Guerra Mundial.